# Legion Field
Le Legion Field (surnommé "Football Capital of the South") est un stade de football américain situé à Birmingham, Alabama. Le stade est nommé en l'honneur de la American Legion, une organisation de vétérans militaires. 
De 1991 à 2014 et de 2017 à 2020, les Blazers de l'UAB, une équipe de football américain de l'Université d'Alabama à Birmingham évoluant en NCAA ont été les locataires du stade. Les Blazers avaient arrêté de jouer au football américain après la saison 2014, mais ont recommencé à le faire en 2017. Depuis 2006, le stade accueil le Birmingham Bowl. De 1983 à 1985, il a abrité les Birmingham Stallions qui jouaient en United States Football League.
À ses sommets, il peut accueillir 83 091 spectateurs pour le football américain. Aujourd'hui, après l'enlèvement du pont supérieur, le Legion Field offre approximativement 71 594 places. Le stade est entouré d'un parking pouvant contenir 4 000 places.
L'avenir de Legion Field après la saison 2020 est incertain. Les Blazers emménageront dans le nouveau Protective Stadium (47 100 places) à partir de la saison 2021. Le nouveau stade accueillera également le Birmingham Bowl.

## Histoire
Le Legion Field fut inauguré en 1926 et coûta 439 000 USD.
Ses anciens locataires étaient les Birmingham Americans (Vulcans) de la World Football League (1974-1975), les Birmingham Stallions, United States Football League (1983-1985), les Birmingham Fire de la World League of American Football (1991-1992), les Barracudas de Birmingham de la Ligue canadienne de football (1995) et les Birmingham Thunderbolts de la XFL (2001). 

## Événements
- matchs de football lors des Jeux olympiques d'été de 1996
- Birmingham Bowl, à partir du 23 décembre 2006
- Southeastern Conference Championship Game, 1992 et 1993
- Iron Bowl, 1948 à 1988
- All-American Bowl, 1977 à 1990
- Dixie Bowl, 1947 à 1948